# Hourtin
Hourtin (in occitano Hortin) è un comune francese di 3 052 abitanti situato nel dipartimento della Gironda nella regione della Nuova Aquitania. Hourtin condivide con il comune di Carcans il lago che da essi prende il nome: lago di Hourtin e di Carcans.

## Società

### Evoluzione demografica
Abitanti censiti